# NGC 2546
NGC 2546 è un brillante ammasso aperto appartenente alla costellazione della Poppa.

## Osservazione

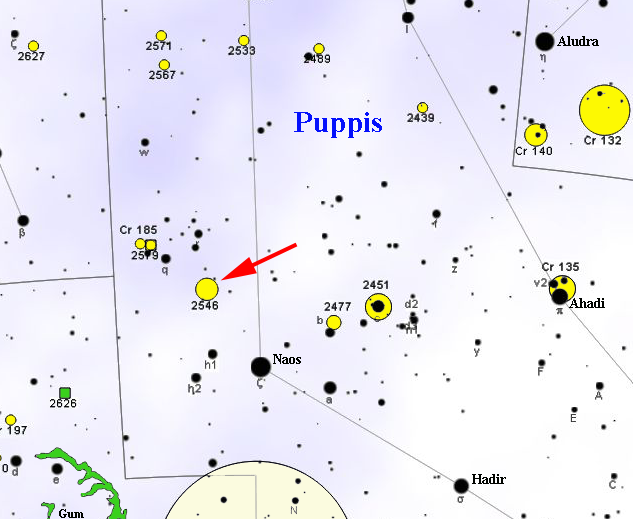
Mappa per individuare NGC 2546.

Si individua con facilità, grazie alla sua luminosità e alla presenza della stella ζ Puppis nelle vicinanze: l'ammasso sta infatti 2,5 gradi a nord-est di questa stella; si presenta come un insieme molto esteso di stelle azzurrognole, le cui componenti principali sono di ottava e nona magnitudine. Con un binocolo come un 10x50 si è dunque già in grado di individuare e risolvere alcune delle componenti principali dell'oggetto. Un binocolo 20x80 o un telescopio da 80mm con un oculare a basso ingrandimento consente di risolvere l'ammasso completamente. Date le sue grandi dimensioni apparenti, ingrandimenti oltre i 70x si rivelano spesso non adatti alla sua osservazione.
La declinazione moderatamente australe di quest'ammasso favorisce gli osservatori dell'emisfero sud, sebbene si presenti circumpolare solo a partire da latitudini elevate; dall'emisfero boreale la sua osservazione risulta piuttosto penalizzata dalle regioni situate a latitudini medie settentrionali ed è invisibile alle alte latitudini. Il periodo migliore per la sua osservazione nel cielo serale è quello compreso fra dicembre e aprile.

## Storia delle osservazioni
NGC 2546 fu osservato per la prima volta da Nicholas Louis de Lacaille, durante il suo soggiorno in Sudafrica nel 1751; fu in seguito riosservato da James Dunlop, il quale, forse, lo scambiò (o viceversa) con un altro ammasso, VdB-Ha 23, visibile poco a nord di quest'oggetto. John Herschel lo riosservò in seguito e lo inserì nel suo General Catalogue of Nebulae and Clusters col numero 1635.

## Caratteristiche
NGC 2546 è un ammasso moderatamente ricco e piuttosto disperso, con alcune decine di stelle sparse su un diametro di circa 40'; la sua distanza è stimata attorno ai 919 parsec (circa 3000 anni luce) ed è quindi situato sul Braccio di Orione, al di là della Nebulosa di Gum e in una regione prossima al grande sistema nebuloso del Vela Molecular Ridge.
L'ammasso si osserva in direzione della ricchissima Via Lattea della Poppa, un tratto relativamente poco oscurato e interessato dalla presenza di alcune delle stelle più luminose appartenenti alla Cintura di Gould; come la gran parte degli ammassi aperti osservabili nella costellazione, anche questo è piuttosto giovane: con un'età stimata sui 30 milioni di anni è infatti simile soprattutto a NGC 2264, nella costellazione dell'Unicorno, anche se non mancano stime che riportano un'età di 74 milioni di anni. All'ammasso sembrano appartenere una quarantina di stelle, tutte calde e bianco-azzurre, sparse su un'area di cielo dal diametro di circa 40'; fra queste sono state scoperte tre stelle di tipo Ap, ossia particolarmente ricche di alcuni metalli e in rotazione molto lenta. Nelle foto a lunga posa si può evidenziare parte della vasta nebulosità nota come Nebulosa di Gum, un antico resto di supernova che ricopre parte della Poppa e delle Vele.

### Libri
- (EN) Stephen James O'Meara, Deep Sky Companions: Hidden Treasures, Cambridge University Press, 2007, ISBN 0-521-83704-9.

### Carte celesti
- Tirion, Rappaport, Lovi, Uranometria 2000.0 - Volume II - The Southern Hemisphere to +6°, Richmond, Virginia, USA, Willmann-Bell, inc., 1987, ISBN 0-943396-15-8.
- Tirion, Sinnott, Sky Atlas 2000.0 - Second Edition, Cambridge, USA, Cambridge University Press, 1998, ISBN 0-933346-90-5.
- Tirion, The Cambridge Star Atlas 2000.0, 3ª ed., Cambridge, USA, Cambridge University Press, 2001, ISBN 0-521-80084-6.